# Artjom Sergejewitsch Archipow
Artjom Sergejewitsch Archipow (russisch Артём Сергеевич Архипов; * 15. Dezember 1996 in Tambow) ist ein russischer Fußballspieler.

## Karriere
Archipow begann seine Karriere bei Pritambowje Tambow. Im Januar 2014 wechselte er zum FK Tambow. Im April 2015 debütierte er für die erste Mannschaft Tambows in der Perwenstwo PFL. Bis zum Ende der Saison 2014/15 kam er zu vier Drittligaeinsätzen. In der Saison 2015/16 absolvierte er 16 Drittligapartien, in denen er ein Tor erzielte. Zu Saisonende stieg er mit Tambow in die Perwenstwo FNL auf. In der Saison 2016/17 kam er allerdings in dieser nie zum Einsatz. Daraufhin wurde er zur Saison 2017/18 an den Drittligisten Saturn Ramenskoje verliehen. Während der Leihe kam er zu 22 Drittligaeinsätzen für Saturn, in denen er viermal traf.
Zur Saison 2018/19 wurde Archipow ein zweites Mal verliehen, diesmal an den Drittligisten FK Sorki Krasnogorsk. Für Sorki machte er sechs Tore in 19 Einsätzen in der Perwenstwo PFL. Im August 2019 folgte die dritte Leihe, diesmal nach Belarus an den Erstligisten FK Haradseja. Bis zum Ende der Leihe im Juni 2020 absolvierte der Stürmer 15 Partien in der Wyschejschaja Liha, in denen er acht Tore erzielte. Im Juli 2020 wurde er ein zweites Mal nach Belarus verliehen, diesmal an den FK Schachzjor Salihorsk. In Salihorsk kam er bis zum Ende der Saison 2020 zu 14 Einsätzen in der höchsten belarussischen Spielklasse, in denen er sieben Mal traf. Mit Schachzjor wurde er zu Saisonende Meister, am Meistertitel hatte Archipow mit zwei Treffern beim 4:2-Sieg im entscheidenden letzten Saisonspiel gegen den FK Minsk großen Anteil.
Nach dem Ende der belarussischen Spielzeit kehrte der Russe im Januar 2021 zunächst wieder nach Tambow zurück, ehe er im Februar 2021 vom Drittligisten FK Kuban Krasnodar unter Vertrag genommen wurde. Kuban verlieh ihn allerdings direkt wieder zurück nach Tambow. Für Tambow, das 2019 ohne Archipow in die Premjer-Liga aufgestiegen war, kam er im selben Monat gegen Rotor Wolgograd schließlich zu seinem Erstligadebüt. In jener Partie, die Tambow mit 3:1 verlor, erzielte er auch sein erstes Tor in Russlands höchster Spielklasse. Bis Saisonende kam er zu elf Erstligaeinsätzen, in denen er dreimal traf. Tambow stieg allerdings aus der Premjer-Liga ab und löste sich kurz darauf auf.
Zur Saison 2021/22 wurde der Angreifer erneut an einen Erstligisten verliehen, diesmal an Achmat Grosny. Für die Tschetschenen absolvierte er während der Leihe 16 Partien. Zur Saison 2022/23 kehrte er zum mittlerweile zweitklassigen FK Kuban zurück.

## Persönliches
Sein Zwillingsbruder Sergei ist ebenfalls Fußballspieler.